# Liste der Baudenkmale in Vetschau/Spreewald
In der Liste der Baudenkmale in Vetschau/Spreewald sind alle Baudenkmale der brandenburgischen Gemeinde Vetschau/Spreewald Ortsteile aufgelistet. Grundlage ist die Veröffentlichung der Landesdenkmalliste mit dem Stand vom 31. Dezember 2022. Die Bodendenkmale sind in der Liste der Bodendenkmale in Vetschau/Spreewald aufgeführt.

## Baudenkmale in den Ortsteilen
In den Spalten befinden sich folgende Informationen:
- ID-Nr.: Die Nummer wird vom Brandenburgischen Landesamt für Denkmalpflege vergeben. Ein Link hinter der Nummer führt zum Eintrag über das Denkmal in der Denkmaldatenbank. In dieser Spalte kann sich zusätzlich das Wort Wikidata befinden, der entsprechende Link führt zu Angaben zu diesem Denkmal bei Wikidata.
- Lage: die Adresse des Denkmales und die geographischen Koordinaten. Link zu einem Kartenansichtstool, um Koordinaten zu setzen. In der Kartenansicht sind Denkmale ohne Koordinaten mit einem roten beziehungsweise orangen Marker dargestellt und können in der Karte gesetzt werden. Denkmale ohne Bild sind mit einem blauen bzw. roten Marker gekennzeichnet, Denkmale mit Bild mit einem grünen beziehungsweise orangen Marker.
- Bezeichnung: Bezeichnung in den offiziellen Listen des Brandenburgischen Landesamtes für Denkmalpflege. Ein Link hinter der Bezeichnung führt zum Wikipedia-Artikel über das Denkmal.
- Beschreibung: die Beschreibung des Denkmales
- Bild: ein Bild des Denkmales und gegebenenfalls einen Link zu weiteren Fotos des Baudenkmals im Medienarchiv Wikimedia Commons

### Belten(Běłośin)
| ID-Nr.            | Lage   | Bezeichnung                    | Beschreibung                                                                                 | Bild                           |
| ----------------- | ------ | ------------------------------ | -------------------------------------------------------------------------------------------- | ------------------------------ |
| 09120031 Wikidata | (Lage) | Herrenhaus mit Umfassungsmauer | Das zweigeschossige Gebäude mit Satteldach wird auf die Zeit zwischen 1846 und 1855 datiert. | Herrenhaus mit Umfassungsmauer |

### Gahlen(Gołyń)
| ID-Nr.            | Lage   | Bezeichnung | Beschreibung | Bild           |
| ----------------- | ------ | ----------- | --- | -------------- |
| 09120118 Wikidata | (Lage) | Dorfkirche  | Die Kirche wurde Mitte des 13. Jahrhunderts erbaut, der Westturm wurde um 1400 hinzugefügt. Die Taufe wurde um 1700 erstellt. Der Kanzelaltar stammt aus dem ersten Viertel des 18. Jahrhunderts. | weitere Bilder |

### Laasow(Łaz)
| ID-Nr.            | Lage                 | Bezeichnung                          | Beschreibung | Bild           |
| ----------------- | -------------------- | ------------------------------------ | --- | -------------- |
| 09120068 Wikidata | Dorfstraße 37 (Lage) | Dorfkirche                           | Die evangelische Kirche wurde in der ersten Hälfte des 15. Jahrhunderts erbaut. Im Jahre 1773 wurde der Turm errichtet. Der Taufstein stammt vermutlich aus dem 16. Jahrhundert. | weitere Bilder |
| 09120069 Wikidata | Im Park 60 (Lage)    | Herrenhaus mit Park und Erbbegräbnis | Das zweigeschossige Fachwerkgebäude mit Satteldach wird auf das Jahr 1856 datiert. Eine Erweiterung fand zwischen 1901 und 1915 statt.                                           | weitere Bilder |

### Lobendorf(Łoboźice)
| ID-Nr.            | Lage                      | Bezeichnung | Beschreibung | Bild           |
| ----------------- | ------------------------- | --- | --- | -------------- |
| 09120273 Wikidata | Unter den Eichen 7 (Lage) | Gutsanlage Lobendorf mit Herrenhaus, Wirtschaftsgebäuden, Mauerrest sowie zur Gutsanlage führender Eichenallee und gartenseitig angrenzender Parklandschaft | Die Anlage der historischen Gutsanlage wird auf das beginnende 18. Jahrhundert datiert, wobei das zweigeschossige und mit einem Mansarddach ausgestattete Gebäude des Herrenhauses schon in etwa dieser Zeit entstanden sein dürfte. | weitere Bilder |

### Missen(Pšyne)
| ID-Nr.            | Lage                            | Bezeichnung               | Beschreibung | Bild           |
| ----------------- | ------------------------------- | ------------------------- | --- | -------------- |
| 09120116 Wikidata | (Lage)                          | Dorfkirche Missen         | 1885–1887 errichteter Klinkerbau | weitere Bilder |
| 09120117 Wikidata | Gahlener Weg 6 (Lage)           | Schule mit Lehrerwohnhaus | Die ehemalige Schule und ein dazugehöriges Lehrerwohnhaus wurde zwischen 1954 und 1956 gebaut. | weitere Bilder |
| 09120394 Wikidata | Missener Hauptstraße 11a (Lage) | Wohnhaus                  | Das eingeschossige Fachwerkgebäude mit Satteldach wird auf die Zeit zwischen 1890 und 1900 datiert.                                                                                                 | BW             |
| 09120328 Wikidata | Winkel 5 (Lage)                 | Gehöft                    | Die Entstehung dieses historischen Gebäudeensembles wird auf die erste Hälfte des 19. Jahrhunderts datiert, wobei es sich beim Wohnhaus um ein eingeschossiges Fachwerkhaus mit Satteldach handelt. | Gehöft         |

### Ogrosen(Hogrozna)
| ID-Nr.                           | Lage                              | Bezeichnung | Beschreibung | Bild           |
| -------------------------------- | --------------------------------- | --- | --- | -------------- |
| 09120121 Wikidata                | (Lage)                            | Dorfkirche | Die evangelische Kirche wurde im Jahre 1760 erbaut. Im Westen der Kirche befindet sich ein Turm, dieser ist im 13. Jahrhundert entstanden. Die Ausstattung im Inneren stammt aus der Bauzeit. An der Südwand der Kirche befinden sich acht Grabsteine der Familie v. Stutternheim. | weitere Bilder |
| 09120122 Wikidata                | Ogrosener Dorfstraße 33-35 (Lage) | Gutsanlage mit Herrenhaus, Verwalterhaus, Landarbeiterhaus und Wirtschaftshof und Park mit Begräbnisplatz und angrenzendem Landschaftsraum | Die Anlage der historischen Gutsanlage wird auf das beginnende 18. Jahrhundert datiert, wobei das zweigeschossige und mit einem Mansardwalmdach versehene Gebäude des Herrenhauses schon in etwa dieser Zeit entstanden sein dürfte.                                               | weitere Bilder |
| 09120438 Wikidata                | Ogrosener Dorfstraße 37 (Lage)    | Erbbegräbnis der Familie von Stutterheim                                                                                                   | Die Anlage der historischen Familiengrabstätte wird auf 1750 datiert. Sie ist südöstlich der Dorfkirche, an der Einfahrt zum Pfarrgehöft zu finden. | BW             |
| 09120894                         | Ogrosener Dorfstraße 37 (Lage)    | Pfarrhaus und Stallscheune | | weitere Bilder |
| 09120895 Teilobjekt zu: 09120894 | Ogrosener Dorfstraße 37 (Lage)    | Stallscheune | | Stallscheune   |

### Raddusch(Raduš)
| ID-Nr.            | Lage                                     | Bezeichnung                                                                       | Beschreibung | Bild                      |
| ----------------- | ---------------------------------------- | --------------------------------------------------------------------------------- | --- | ------------------------- |
| 09120317 Wikidata | Buschmühlenweg 1 (Lage)                  | Schleusen- und Wehranlage 37 (Fluss-km 10,53) und Radduscher Buschmühle mit Stall | Die Radduscher Buschmühle ist eine ehemalige Wassermühle im zur Stadt Vetschau/Spreewald gehörenden Dorf Raddusch im Spreewald. Die Mühle liegt am Südrand des Spreewaldes, etwa zwei Kilometer nördlich des Ortskerns von Raddusch am Südumfluter. Die Mühle ist nicht mehr in Betrieb und verfällt. | weitere Bilder            |
| 09120257 Wikidata | Dorfplatz 4 (Lage)                       | Wohnhaus mit Gemeinderaum                                                         | Bei dem eingeschossigen Ziegelbau mit Satteldach handelt es sich ursprünglich um die Schule des Ortes. Datiert wird das Gebäude auf das Jahr 1850. | Wohnhaus mit Gemeinderaum |
| 09120616 Wikidata | Mühlweg, Schulweg, Friedhofstraße (Lage) | Transformatorenstation                                                            | Der ansehnliche Ziegelbau der Trafostation entstand im Jahre 1926. | Transformatorenstation    |
| 09120603 Wikidata | Radduscher Bahnhofstraße (Lage)          | Bahnhofsgebäude                                                                   | Das an der Bahnstrecke Berlin–Görlitz gelegene eingeschossige Gebäude mit Walmdach entstand im Jahre 1936. | weitere Bilder            |

### Repten(Herpna)
| ID-Nr.            | Lage                          | Bezeichnung | Beschreibung | Bild |
| ----------------- | ----------------------------- | --- | --- | --- |
| 09120128 Wikidata | (Lage)                        | Dampfmaschine der Brennerei Repten (heute im Kreismuseum Finsterwalde, Lange Straße 8, Landkreis Elbe-Elster) | Die Dampfmaschine der einstigen Brennerei in Repten ist in der Gegenwart im Kreismuseum Finsterwalde zu finden. Datiert wird sie auf das Jahr 1878. | BW |
| 09120289 Wikidata | (Lage)                        | Gutsanlage, bestehend aus Herrenhaus, Wohnhaus für Angestellte, Wirtschaftshof (Brennerei, Pferdestall, Rinderstall, Kälberstall, Düngerschuppen, Stellmacherei/Schmiede), Torhaus, Hofbefestigung, Gärtnereigelände, Gutspark sowie „ornamented farm“ mit ehemaliger Fasanerie und Erbbegräbnis | Die Gutsanlage wurde im 18. Jahrhundert erbaut. Es ist ein zweigeschossiger Bau mit einem Walmdach. Das Gut wurde im Jahre 1995 restauriert. Beim Herrenhaus handelt es sich um einen zweigeschossigen Ziegelbau mit Mansardwalmdach. Datiert wird es auf die Zeit zwischen 1746 und 1755. | [[Vorlage:Bilderwunsch/code!/C:51.759382,14.055424!/D:Gutsanlage, bestehend aus Herrenhaus, Wohnhaus für Angestellte, Wirtschaftshof (Brennerei, Pferdestall, Rinderstall, Kälberstall, Düngerschuppen, Stellmacherei/Schmiede), Torhaus, Hofbefestigung, Gärtnereigelände, Gutspark sowie „ornamented farm“ mit ehemaliger Fasanerie und Erbbegräbnis!/\|BW]] |
| 09120538 Wikidata | Reptener Dorfstraße 41 (Lage) | Gehöft, bestehend aus Wohnhaus und sechs Wirtschaftsgebäuden; außerhalb des Ortskerns, an der nach Missen führenden Landstraße | Die Entstehung des historischen Gehöfts wird auf die Zeit zwischen 1900 und 1950 datiert. Beim Wohnhaus handelt es sich dabei um einen eingeschossigen Ziegelbau mit Krüppelwalmdach aus dem Jahre 1929.                                                                                   | BW |

### Stradow(Tšadow)
| ID-Nr.            | Lage                           | Bezeichnung                                 | Beschreibung | Bild                                        |
| ----------------- | ------------------------------ | ------------------------------------------- | --- | ------------------------------------------- |
| 09120583 Wikidata | (Lage)                         | Kriegerdenkmal                              | Das Gefallenendenkmal in Form einer Stele entstand in den 1920er Jahren. Es gedenkt den im Ersten Weltkrieg gefallenen Dorfbewohnern des Ortes. | weitere Bilder                              |
| 09120555 Wikidata | Stradower Dorfstraße 36 (Lage) | Gutshaus mit Einfriedung sowie Kelleranlage | Beim Gutshaus handelt es sich um ein zweigeschossiges Gebäude mit Krüppelwalmdach aus dem Jahre 1886.                                           | Gutshaus mit Einfriedung sowie Kelleranlage |

### Vetschau/Spreewald(Wětošow/Błota)
| ID-Nr.            | Lage                            | Bezeichnung | Beschreibung | Bild |
| ----------------- | ------------------------------- | --- | --- | --- |
| 09120561 Wikidata | Am Sommerbad (Lage)             | Sommerbad | Es handelt sich hier um ein Freibad, das in den Jahren 1926 und 1927 angelegt wurde. Für den Entwurf zeichnete der Leipziger Ingenieur Alfred Paatz verantwortlich. | weitere Bilder |
| 09120294 Wikidata | August-Bebel-Straße 9 (Lage)    | Schule | Der zweigeschossige Klinkerbau mit Satteldach entstand zwischen 1896 und 1897.                                                                                      | Schule |
| 09120332 Wikidata | Bahnhofstraße 49 (Lage)         | Postamt mit Tor und Einfriedung                                                                                    | Der zweigeschossige Klinkerbau mit Satteldach entstand 1890. | Postamt mit Tor und Einfriedung                                                                                    |
| 09120525 Wikidata | Ernst-Thälmann-Straße 20 (Lage) | Wohnhaus mit Nebengebäude und zwei Torpfeilern                                                                     | Der zwei- und eingeschossige Fachwerkbau mit Satteldach entstand inschriftlich im Jahre 1870.                                                                       | Wohnhaus mit Nebengebäude und zwei Torpfeilern                                                                     |
| 09120440 Wikidata | Ernst-Thälmann-Straße 28 (Lage) | Katholische Kirche „Heilige Familie“ mit Glockenstuhl                                                              | Die Saalkirche wird auf das Jahr 1897 datiert. Der Glockenstuhl entstand 1971 und besteht aus Stahlbeton.                                                           | Katholische Kirche „Heilige Familie“ mit Glockenstuhl                                                              |
| 09120868 Wikidata | Heinrich-Heine-Straße (Lage)    | Wasserturm | Der Wasserturm in Stahlbetonbauweise mit Kegeldach wurde 1963–1964 errichtet.                                                                                       | weitere Bilder |
| 09120142 Wikidata | Kirchplatz 1 (Lage)             | Doppelkirche (Wendische und Deutsche Kirche)                                                                       | Die Entstehung der historischen Doppelkirche wird auf das 15. Jahrhundert datiert. Durch mehrere Um- und Erweiterungsarbeiten erhielt sie ihre heutige Form.        | weitere Bilder |
| 09120355 Wikidata | Kirchstraße 7 (Lage)            | Apotheke | Die Alte Apotheke ist ein Traufenhaus. Der dreigeschossige Ziegelbau wird auf das ausgehende 18. Jahrhundert datiert.                                               | Apotheke |
| 09120624 Wikidata | Kleine Bahnhofstraße (Lage)     | Grabmal für Henriette Friederike Müller, Grabmal für Johan Gottlob und Christiane Juliane Müller, auf dem Friedhof | | Grabmal für Henriette Friederike Müller, Grabmal für Johan Gottlob und Christiane Juliane Müller, auf dem Friedhof |
| 09120853 Wikidata | Kleine Bahnhofstraße (Lage)     | Erbbegräbnis Griebenow, Kriegsgräberanlage für Gefallene des Ersten Weltkrieges, auf dem Friedhof                  | | weitere Bilder |
| 09120356 Wikidata | Markt 6 (Lage)                  | Ratskeller | Der Ratskeller ist ein Putzbau mit Mansarddach. Die Entstehung des zweigeschossigen Ziegelbaus wird auf das 18. Jahrhundert datiert.                                | weitere Bilder |
| 09120353 Wikidata | Markt 10 (Lage)                 | Hölzerne Galerie im Hof                                                                                            | Datiert wird die Galerie auf die Zeit um 1800. | BW |
| 09120280 Wikidata | Markt 26/27 (Lage)              | Wohnhaus | Datiert wird das der zweigeschossige Ziegelbau mit Satteldach auf die Zeit um 1850.                                                                                 | Wohnhaus |
| 09120275 Wikidata | Markt 30 (Lage)                 | Wohnhaus mit Hofgebäude und Pflasterung sowie ehemaligem Brauhaus                                                  | Datiert wird das der zweigeschossige Ziegelbau mit Satteldach das Jahr 1906.                                                                                        | Wohnhaus mit Hofgebäude und Pflasterung sowie ehemaligem Brauhaus                                                  |
| 09120354 Wikidata | Schloßstraße 8 (Lage)           | Wohnhaus | Das Wohnhaus wird als das älteste Haus der Gemeinde bezeichnet. Es ist ein Haus im Fachwerk, das Baujahr ist um 1710.                                               | weitere Bilder |
| 09120144 Wikidata | Schloßstraße 9-11 (Lage)        | Schlossbezirk mit Schloss, Kavaliershaus Nebengebäude, Park, Schlossgärtnerei und Gewächshaus                      | Das heutige Erscheinungsbild des ab 1538 erbauten Schlosses geht auf Umbauten in den Jahren 1860 bis 1870 zurück.                                                   | weitere Bilder |

### Wüstenhain(Huštań)
| ID-Nr.            | Lage                               | Bezeichnung                                                           | Beschreibung | Bild                                                                  |
| ----------------- | ---------------------------------- | --------------------------------------------------------------------- | --- | --------------------------------------------------------------------- |
| 09120070 Wikidata | (Lage)                             | Dorfkirche                                                            | Der schlichte rechteckige Bau aus Feldsteinen und Ziegeln wurde von 1861 bis 1863 erbaut, nachdem der mittelalterliche Vorgängerbau samt hölzernem Glockenturm vollständig abgebrannt war. Der auf der westlichen Seite aufgesetzte Glockengiebel gibt der Wüstenhainer Dorfkirche ein mediterranes Flair. | weitere Bilder                                                        |
| 09120546 Wikidata | Wüstenhainer Hauptstraße 20 (Lage) | Gehöft, bestehend aus Wohnhaus, drei Wirtschaftsgebäuden und Backhaus | Datiert wird das historische Gehöft auf die Zeit um 1860. Um diese Zeit entstand auch der eingeschossige Ziegelbau mit Satteldach des Wohnhauses. | Gehöft, bestehend aus Wohnhaus, drei Wirtschaftsgebäuden und Backhaus |